# ナイト・オブ・ペンシルズ
『ナイト・オブ・ペンシルズ』（スペイン語: La noche de los lápices、英語: Night of the Pencils）は、1986年製作のアルゼンチン映画。

## 概要
この映画のスペイン語原題は、La noche de los lápices で、「『鉛筆たち』の夜」という意味の、アルゼンチン国軍による活動家多数の誘拐殺害に関する作戦名である。「鉛筆」とは、活動家のことをさしたものとされている。英語圏で、"Night of Pencils" という題名で、公開されている。「ナイト・オブ・ペンシルズ」は、ここから由来する。
1976年3月24日、アルゼンチンにて、陸軍司令官のホルヘ・ラファエル・ビデラが、クーデターで政権を掌握し、その5日後の29日には「大統領」に就任した。その数ヵ月後より、活動家やその関係者らが、多数誘拐され殺害されたりしていたという「汚い戦争」（Guerra sucia）の悲劇がある。犠牲者の数は、1万3千人から3万人と言われ、その多くが死亡場所および死亡時刻が確定できない「行方不明者」とされている。
1982年6月、フォークランド戦争で、アルゼンチンは敗北し軍関係者は失脚し、1983年、民主化にる選挙でラウル・アルフォンシン政権が成立し、ビデラ元大統領も含め逮捕され刑事裁判となる。その直後より、この「汚い戦争」や、「行方不明者」とされている人がでている問題を取り上げた本や映画が、発表される。
1976年9月21日に実際に拉致され、後に行方不明になる仲間と会っていたという、当時高校生だったパブロ・ディアス（Pablo Díaz）の実話を綴った著作 "Noche de los Lápices" が、1986年に映画化されたものである。なお、登場人物は、みな実在していた人たちである。

## あらすじ
1975年のアルゼンチンの地方都市ラプラタ、生徒会活動をしている高校生、パブロ・ディアス（Pablo Díaz）とそのガールフレンドのクラウディア・ファルコーネ（Claudia Falcone）と、オラシオ、ダニエル、パンチョ、クラウディオ、マリア・クララという仲間がいた。彼らの平和的なデモや運動により、高校生の学割定期券を実現したり、地域ボランティア活動を展開していた。
1976年3月24日の軍部のクーデターが発生した。軍関係者による市民活動家誘拐作戦により、事態が一転する。9月頃、パブロ以外の仲間が軍関係者らしい者に誘拐される。親たちは、すごく心配する。パブロも覆面した男に自動小銃を突きつけられ、拉致される。連れていかれたアラナ競技場では拷問のすえ銃殺された様子の活動家らしい男の姿を目撃する。パブロ自身も拷問を受ける。次に移されていた刑務所でクラウディアも含めた他に誘拐されていた高校生の仲間と悲しい再会を遂げる。クラウディアは兵士に強姦されたことをパブロに知らせる。
パブロは別の刑務所に移された。数年後、パブロは釈放されたが、クラウディアら他の仲間は行方不明のままである。

## スタッフ
- 監督：エクトル・オリベラ
- 脚本：エクトル・オリベラ / ダニエル・コン
- 撮影：レオナルド・ロドリゲス・ソリス
- 編集：ミゲル・ロペス
- 日本語字幕：岡枝慎二

## キャスト
高校生
- パブロ・ディアス：アレホ・ガルシア・ピントス
- クラウディア・ファルコーネ：ビタ・エスカルド
- マリア・クララ：アドリアーナ・サローニア
- オラシオ：パブロ・ノワーク
- ダニエル：レオナルド・スバラーリャ

生徒の親
- ファルコーネ医師：エクトル・ビドンデ
- クラウディアの母ナルバ：ティナ・セラーノ